# Der Fahrradunfall
Der Fahrradunfall (Originaltitel: Pilot) ist die erste Folge der ersten Staffel der US-amerikanischen Fernsehserie The West Wing – Im Zentrum der Macht.
Die Folge führt in die Serie ein und handelt unter anderem vom Fahrradunfall des US-Präsidenten Josiah Bartlet. Weiterhin spielt eine mögliche Entlassung des Beraters Josh Lyman eine Rolle, nachdem er in einer Talkshow die Anhänger der christlichen Rechten denunzierte. Unterdessen tritt der Beraterstab zusammen, um die Reaktion auf ein mögliches Einlaufen mehrerer kubanischer Flüchtlinge zu diskutieren. Eine frühere Mitarbeiterin arbeitet derweil daran, einen Gegenkandidaten für die kommende Präsidentschaftswahl aufzubauen. Sam Seaborn, der stellvertretende Kommunikationsdirektor, stellt zudem überrascht fest, dass er eine Nacht mit einem Callgirl verbracht hat.
Bei der Emmy-Verleihung 2000 wurde die Folge jeweils zweimal nominiert und ausgezeichnet.

## Handlung
Sam Seaborn, der stellvertretende Kommunikationsdirektor, unterhält sich in einer Bar mit einem Journalisten darüber, ob der Präsident seinen Kollegen Josh Lyman entlassen wird. Daraufhin verbringt er die Nacht mit einer attraktiven Frau, die er in der Bar kennenlernt. Am nächsten Morgen erhält Sam wie alle anderen Stabsmitglieder des Weißen Hauses über einen Pager die Nachricht vom Fahrradunfall des Präsidenten. Sam erhält die Nummer von Laurie und eröffnet ihr, dass er für den Präsidenten arbeitet. Stabschef Leo McGarry beginnt seinen Arbeitstag im Weißen Haus mit einer Runde durch den Westflügel. Er holt sich bei Josh Informationen über den Fluchtversuch von Hunderten Kubanern ein. Danach klärt Leo ihn darüber auf, dass sein Verhalten in der Talkshow am Vorabend den Präsidenten erzürnt hat. Der gesamte Stab kommt zu einem Treffen zusammen und berät über die Situation zwischen Kuba und Miami. Sie einigen sich darauf, die bald an Land kommenden kubanischen Flüchtlinge mit Nahrung und Medizin versorgen zu wollen.
Josh schaut sich einen Ausschnitt von seinem Talkshow-Auftritt an. So warf er Mary Marsh, einer christlichen Rechten, vor, einen Gott anzubeten, der „wegen Steuerbetrugs angeklagt wird“. Auf Nachfrage seiner Assistentin Donna zeigt er sich unsicher, ob der Präsident ihn entlassen werde. Der Kommunikationsdirektor Toby Ziegler stößt hinzu und empfiehlt ihm die Teilnahme an einem Streitgespräch mit den christlichen Rechten. Josh zeigt sich zunächst widerwillig, lenkt aber schließlich ein. Toby macht ihm deutlich, dass eine Entlassung durchaus angebracht wäre. Er gibt ihm auch einen Zeitungsausschnitt eines Artikels über die frühere Mitarbeiterin Mandy Hampton, die einen Gegenkandidaten für die Präsidentschaftswahl aufbauen möchte. Dies erfährt Josh bei einem privaten Treffen mit Mandy, mit der er früher auch in einer Beziehung war.
Sam erfährt derweil durch einen Anruf von einem Begleitservice, dass er seinen Pager mit Laurie vertauscht hat und bittet sie um ein kurzes Treffen. Er konfrontiert Laurie mit der heiklen Situation, in der er sich als Regierungsmitglied befindet. Laurie sagt ihm, dass sie ihn verstehe und dass sie niemandem etwas erzählen werde. Vor dem Streitgespräch im Weißen Haus trifft sich Leo zu einem Gespräch mit Al Caldwell, einer führenden und einflussreichen Figur der christlichen Rechten. Er bittet Caldwell um Nachsehen und darum, sich von anderen Mitgliedern der christlichen Bewegung zu distanzieren. Leo versichert ihm, dass das Weiße Haus den Auftritt in der Talkshow ernst nehme. So habe der Präsident ihm befohlen, Josh Lyman zu entlassen. Sam wird unterdessen darum gebeten, vor der Schulklasse von Leos Tochter einen Vortrag über die Geschichte des Weißen Hauses zu halten. Er zeigt sich unsicher und wird von der Lehrerin der Klasse zu einem Einzelgespräch gebeten. Sie eröffnet ihm auf seine Nachfrage, dass sie die Tochter von Leo sei. Zuvor hatte er ihr gesagt, dass er einen schlechten Tag habe und unter anderem mit einem Callgirl geschlafen habe.
Am Nachmittag trifft sich der Beraterstab des Präsidenten mit den christlichen Rechten, was Josh für eine Entschuldigung nutzt. Inmitten einer hitzigen Diskussion über die Zehn Gebote stößt Präsident Bartlet hinzu. Er, noch gezeichnet vom Fahrradunfall, unterbricht das Gespräch und echauffiert sich darüber, dass seiner Enkelin von christlichen Rechten eine Puppe mit einem Messer in der Kehle zugeschickt wurde. Er erklärt die Diskussionsrunde für beendet und weist damit die Forderungen, die die christlichen Rechten aufgestellt hatten, zurück. Bei einem abschließenden Meeting mit seinem Beraterstab im Oval Office schwört der Präsident seinen Stab im Hinblick auf die kubanischen Flüchtlinge darauf ein, die Arbeit wieder mit vollem Ernst aufzunehmen. Josh bittet er im Einzelgespräch darum, seinen Fehler in der Talkshow nicht zu wiederholen. Josh stimmt ihm zu und behält somit seinen Job.

## Produktion

### Besetzung und Synchronisation
Hauptbesetzung
- Rob Lowe als Sam Seaborn, stellvertretender Kommunikationsdirektor des Weißen Hauses
- Moira Kelly als Mandy Hampton, Medienberaterin des Weißen Hauses
- Allison Janney als C.J. Cregg, Pressesprecherin des Weißen Hauses
- Richard Schiff als Toby Ziegler, Kommunikationsdirektor des Weißen Hauses
- John Spencer als Leo McGarry, Stabschef des Weißen Hauses
- Bradley Whitford als Josh Lyman, stellvertretender Stabschef des Weißen Hauses
- Martin Sheen als President Josiah Bartlet, Präsident der Vereinigten Staaten

Nebenbesetzung
- Kathryn Joosten als Mrs. Landingham, Sekretärin von Präsident Bartlet
- NiCole Robinson als Margaret, Assistentin von Leo McGarry
- Devika Parikh als Bonnie, Assistentin im Kommunikationsbüro
- David Sage als John Van Dyke, Mitglied der religiösen Rechten
- Melissa Fitzgerald als White House Staffer, Assistentin von C.J. Cregg
- Peter James Smith als Congressional Liaison 1, Verbindungsperson zum Kongress
- Bill Duffy als Congressional Liaison 2, Verbindungsperson zum Kongress

## Rezeption

### Kritikerstimmen
Der Fahrradunfall erfuhr mehrheitlich eine positive Resonanz. Insbesondere der Auftritt des von Martin Sheen gespielten Präsidenten Josiah Bartlet stand im Fokus der medialen Rezeption. Auch zogen viele Kritiker einen Vergleich zur realen US-Regierung um Präsident Bill Clinton.
David Bianculli von der Daily News charakterisierte die Serie anhand der Episode als „schnell und intelligent“. Er lobte die Authentizität des Filmsets und verglich die fiktive Regierung um Präsident Bartlet mit der realen Regierung um Präsident Clinton. In Anspielung auf die Lewinsky-Affäre würde sich Bartlet mit der Politik beschäftigen und nicht seinen sexuellen Bedürfnissen. Die Berater des Präsidenten bezeichnete Bianculli als „Arbeitsbienen“. Die individuellen Persönlichkeiten der Figuren würden „klar und deutlich“, insbesondere in der Diskussion um die kubanischen Flüchtlinge. Dieser erste Besuch im Weißen Haus halte ein „großes Menü von Handlungssträngen“ bereit. Bianculli verglich die Leistung von Martin Sheen mit der von Jack Nicholson im ebenfalls von Sorkin geschriebenen Drama Eine Frage der Ehre. Zwar sei sein Auftritt nur kurz, aber „auf natürliche Art und Weise wundervoll“. The West Wing gehöre zu der Art Serie, die einen „prüfenden Blick fordert und belohnt“. Er bezeichnete die Serie als die beste politische Serie seit Tanner '88.
Howard Rosenberg von der Los Angeles Times sprach Bartlet die Fähigkeit zu, mit „einem einzigen herzlichen Aphorismus“ wie zum Ende der Episode den Potomac River spalten zu können. Die finale Blick von oben auf den Schreibtisch und das Siegel des Präsidenten würde den Zuschauer dazu verleiten, einen Kloß im Hals zu bekommen und Hail to the Chief anstimmen zu wollen. Das fiktionale Weiße Haus verspreche größeren Unterhaltungswert als das reale Ebenbild. So verkörpere Bartlet Integrität, Loyalität und Ehre – Werte, die Clinton laut Meinung vieler Bürger vermissen lasse. Als Höhepunkt der Episode beschrieb er das Treffen des Beraterstabs mit den christlichen Rechten. Auffällig war für Rosenberg die Tatsache, dass trotz der „pedantischen Aufmerksamkeit für Details“ sämtliche Charaktere weiße Hautfarbe haben. Dass auf Seiten der christlichen Rechten eine „schonungslose Fanatikerin und ein Schleimer“ auftreten, wertet er als Indiz dafür, dass man auch in anderen Bereichen keine Balance erwarten dürfe. Politik sei in Hollywood genauso wie in Washington D.C.
Über 1.300 Nutzerbewertungen der Internet Movie Database ergaben eine durchschnittliche Bewertung von 8,6 aus 10 Punkten. Im Kontext der ersten Staffel liegt die Episode damit im oberen Mittelfeld (Stand: 16. Oktober 2020).

### Auszeichnungen
Die Episode Der Fahrradunfall gewann bei der Primetime-Emmy-Verleihung 2000 insgesamt zwei Auszeichnungen und zwei Nominierungen. Prämiert wurde die Folge in den Kategorien Bestes Szenenbild für eine Einzelkamera-Serie und Beste Kameraführung für eine Einzelkamera-Serie. Zudem wurden Aaron Sorkin für das Drehbuch und Thomas Schlamme für die Regieführung nominiert.